# Lacock
Lacock je naselje in civilna župnija v grofiji Wiltshire v Angliji. 5 km je oddaljen od mesta Chippenham. Vas je skoraj v celoti v lasti National Trusta (Državnega sklada) in privablja številne obiskovalce zaradi svojega neokrnjenega videza.

## Zgodovina
Lacock je naveden v Domesday Book kot kraj s 160–190 prebivalci, z dvema mlinoma in vinogradom. Opatija Lacock je bila leta 1232 ustanovljena na zemljišču dvorca Ele, grofice Salisburyjske. Vas z dvorcem je nastala za "Boga in sveto Marijo". Lacock je v srednjem veku dobil status trga in razvil uspešno industrijo volne. Most Reybridge in plitvina za prehod konj sta bili točki prečkanja reke Avon do 18. stoletja.
Ob razpustitvi so bili samostan, nepremičnine in vas prodani Williamu Sharingtonu, nato pa s poroko preneseni na družino Talbot.
Večina ohranjenih hiš je iz 18. stoletja, nekaj je starejših. Več skednjev je iz 14. stoletja, cerkev svetega Ciriaka je iz srednjega veka, gostilna iz 15. stoletja in vaški zapor iz 18. stoletja.
Leta 1916 je Charles Henry Fox Talbot zapustil posestvo svoji nečakinji Matildi Gilchrist-Clark, ki je prevzela ime Talbot. Posestva – 284 hektarjev, opatijo in naselje – je Matilda Talbot leta 1944 predala National Trustu. V Lacocku sta dve vaški hiši, na High Streetu so številne trgovinice, tudi z živili, pekarna, trgovine z darili in trgovina National Trusta.

## Filmi
Lacock je bil večkrat uporabljen za filmske kulise, zlasti za BBC-jev film  Prevzetnost in pristranost (Pride and Prejudice – 1995), BBC-jevo serijo Cranford (2007) in več filmov  Harryja Potterja, v katerih je bila opatija Lacock ozadje za nekaj notranjih posnetkov čarovniške šole Bradavičarke. Tudi serijo Downton Abbey so snemali tukaj.
- 1995 – Prevzetnost in pristranost – BBC
- 1996 – Emma
- 2000 – Harry Potter in kamen modrosti
- 2001 – Harry Potter in dvorana skrivnosti (film)
- 2007 – Harry Potter in Princ mešane krvi
- 2007 – The Cranford Chronicles za BBC

## Festival strašil
V Lacocku imajo vsako leto festival strašil, ki je zelo priljubljen pri obiskovalcih z lokalnega območja. Vsa zbrana sredstva podarijo osnovni šoli Lacock.